# Chrostosoma pellucida
Chrostosoma pellucida är en fjärilsart som beskrevs av William Schaus 1905. Chrostosoma pellucida ingår i släktet Chrostosoma och familjen björnspinnare. Inga underarter finns listade i Catalogue of Life.